# Agonita variegata
Agonita variegata es un coleóptero de la familia Chrysomelidae.
Fue descrita científicamente por primera vez en 1907 por Gestro.